# Kosmonavt Vladimir Komarov
Le Kosmonavt Vladimir Komarov était un bâtiment d'essais et de mesures de la flotte cosmique de l'ancienne Union soviétique. Il avait été construit pour soutenir le programme spatial soviétique. Il porte le nom du cosmonaute soviétique Vladimir Mikhaïlovitch Komarov, mort à bord de Soyouz 1 le 24 avril 1967.

## Histoire

### Construction
Le rythme rapide du développement de la cosmonautique soviétique nécessitait une multiplication des tâches scientifiques et techniques. Il fallait un navire polyvalent fonctionnant avec des objets spatiaux proches de la Terre et interplanétaires n'importe où dans les océans. À ces fins, il a été décidé de rééquiper le projet pétrolier 595-Genichesk construit au chantier  naval de Kherson. En janvier 1967, le navire est amarré à Saint-Pétersbourg, où son nouveau nom lui est attribué.

### Conception
Au cours de la conversion, le navire a subi d’importantes modifications de conception. Afin de garantir le nombre requis de laboratoires et d'espaces de bureaux, la hauteur de côté a été augmentée de 2,5 mètres et les superstructures d'étrave et de poupe ont également été modifiées. Pour assurer la meilleure stabilité du navire, la largeur dans la partie médiane a été augmentée de 2,7 mètres à l’aide de compartiments latéraux supplémentaires.
Pour installer des antennes paraboliques, une plate-forme gyrostabilisée a été utilisée, capable de maintenir une position horizontale avec une précision de 15 minutes à une vitesse de vent allant jusqu'à 20 m/s en mer agitée.
Deux antennes paraboliques de 8 mètres de diamètre et de 28 tonnes chacune ont permis de maintenir la communication radio avec les objets de l’espace jusqu’à des distances proches de la Lune. Pour la première fois, ces antennes ont été utilisées pour les vaisseaux interplanétaires automatiques du programme Zond (Zond-4 et Zond-5).
La troisième antenne parabolique, d’un diamètre de 2,1 mètres et d’un poids de 18 tonnes, effectuait un suivi automatique des satellites et produisait des signaux pour corriger le programme de pointage des antennes.
Pour se protéger contre le vent, les antennes ont été fermées avec des radômes, abris sphériques radio-transparents, d’un diamètre de 18 mètres pour les grands et de 7,5 pour les petits. Pour refroidir les amplificateurs paramétriques à l'azote liquide, le navire était équipé d'une unité cryogénique.
Pour assurer la protection du personnel en activité contre les rayonnements à haute fréquence, un blindage des locaux a été mis en place et une alarme a été déclenchée pour avertir du fonctionnement des installations de transmission en tous points du navire où il existe un risque d'exposition.
L’alimentation électrique d navire a été réalisée à l’aide d’une centrale de 900 KW ; une centrale distincte d’une capacité de 2 400 kW a été utilisée pour les équipements de réexpédition.
Les systèmes de climatisation et de ventilation sont maintenus dans les laboratoires, les locaux résidentiels et les locaux publics à une température constante d’environ 20 °C, la température extérieure variant de −30 °C à +30 °C.

### Missions
Après les essais en mer, le 1er août 1967, le Kosmonavt Vladimir Komarov a quitté Saint-Pétersbourg pour sa première mission. Le navire a rejoint le port d'Odessa et a été intégré à la Black Sea Shipping Company (en) (NMP).
En presque 22 ans d’exploitation, le navire a effectué 27 missions d’une durée d’un à onze mois, au cours desquels environ 700.000 milles marins, soit environ 13 ans de navigation. Il a pris part au contrôle en vol de pratiquement tous les types d’objets spatiaux, notamment les stations orbitales Saliout et Mir, et les vaisseaux Progress et Soyouz, les sondes interplanétaires Venera et Vega.
Depuis le dernier voyage, le navire est revenu à Odessa le 22 mai 1989. Le navire a été transféré en mer Baltique et converti à des fins scientifiques, mais sous un profil différent.
Après l'effondrement de l'Union soviétique, le navire a subi le sort de la flotte spatiale maritime. En 1994, il a été vendu au prix de la ferraille dans le port indien d’Alang le 3 novembre 1994.

## Galerie

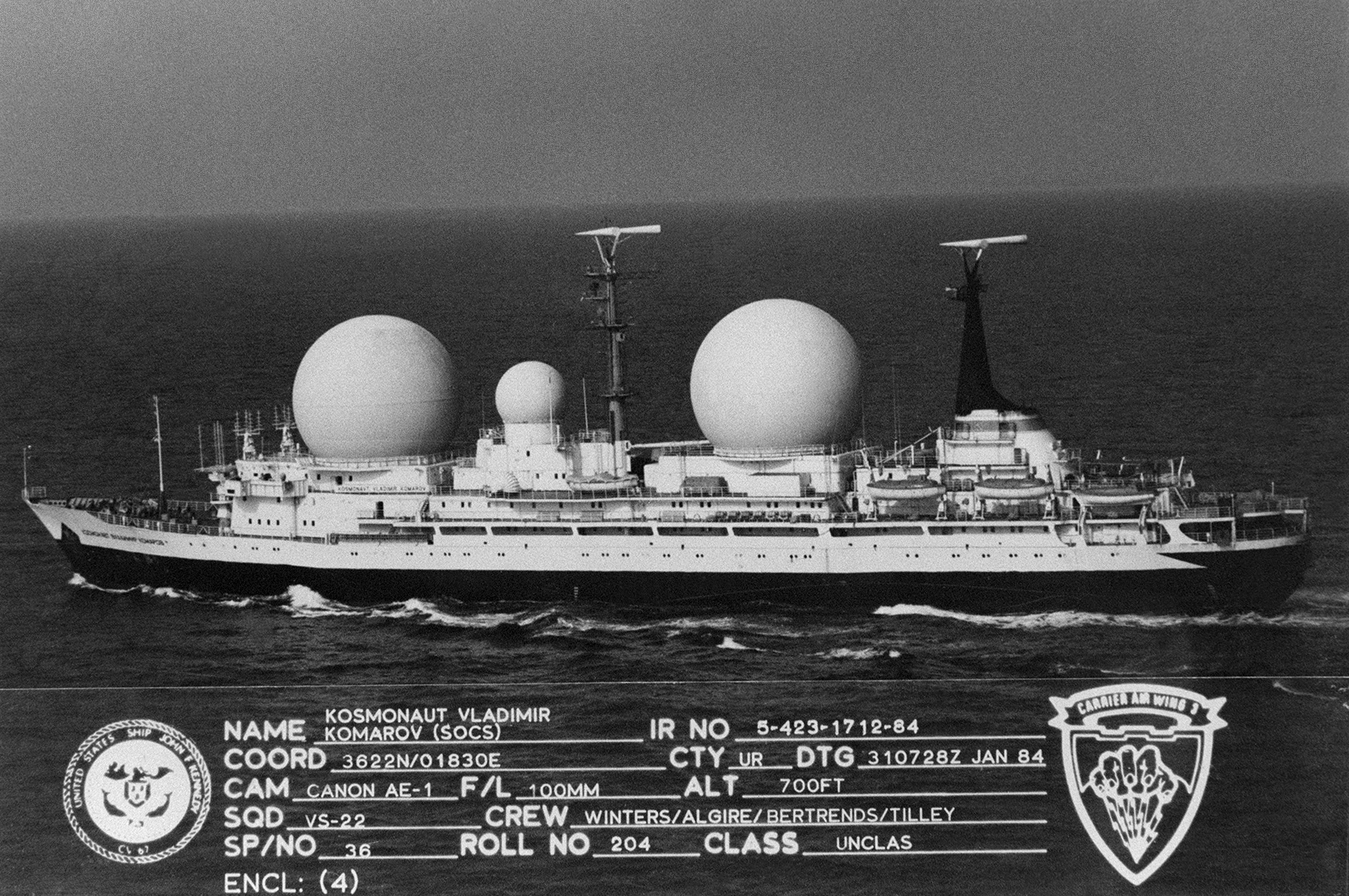
Kosmonaut Vladimir Komarov